# ジークフリート・バルト
ジークフリート・バルト（Siegfried Barth、1916年1月23日 - 1997年12月19日）は、第二次世界大戦時のドイツ空軍の爆撃機パイロットであり、西ドイツ空軍では第32戦闘爆撃航空団の指揮官を務めた軍人である。また、戦場での卓越した行為や軍事上のリーダーシップを発揮した者に授与された騎士鉄十字勲章の受勲者である。1969年から1972年までNATOの欧州連合軍最高司令部（SHAPE）にも勤務した。

## 第二次世界大戦
1916年1月23日にバイエルン王国のアウクスブルクで生まれたバルトは、1936年に軍務に就いた。第二次世界大戦前にパイロットとしての訓練を受け、第255爆撃航空団「エーデルヴァイス」（Kampfgeschwader 255 "Edelweiß"：KG 255）に配属された。この部隊は1939年5月1日に第51爆撃航空団（KG 51）と改称された。1940年4月1日に部隊内で第II飛行隊（II. Gruppe）が編成されるとバルトは少尉の階級で第4飛行中隊（4. Staffel）に配属された。バルトの初陣はフランス侵攻での飛行場に対してとダンケルクから撤退する船舶への攻撃であったが、これらの戦功でバルトは1940年7月17日に二級鉄十字章を授与された。
その後KG 51はフランスのエタンプ＝モンデジール、パリ＝オルリーの飛行場へと駐留基地を移動していった。バトル・オブ・ブリテンではバルトはイギリスのロンドン、コヴェントリー、ポーツマスといった港湾や産業の中心地への数多くの昼夜間攻撃に出撃した。中尉に昇進した後の1941年6月22日のドイツのソビエト連邦への侵攻のバルバロッサ作戦では東部戦線の南部戦域で飛行し、フメリニツキー、リヴィウ、ロストフ、タガンログといった地域で飛行場、鉄道駅や戦車/兵員の集結地を攻撃した。6月25日にDarachow近郊で乗機のユンカース Ju 88 A-5（Werknummer 5254—製造番号）に高射砲の命中弾を受けてバルトは戦闘中に負傷した。
1944年2月1日にバルトは当時ヒルデスハイムに駐屯していたKG 51の第IV飛行隊（IV./KG 51）の飛行隊長に任命され、ここで補充搭乗員の戦術訓練を担当した。この飛行隊では当初メッサーシュミット Me 410を飛行させていたが、後にフォッケウルフ Fw190、最後には初めて実戦に参加したジェット戦闘爆撃機であるメッサーシュミット Me262を装備した。5月1日に少佐に昇進したバルトは、1945年3月31日まで第1錬成爆撃航空団（Ergänzungskampfgeschwader 1：EKG 1）/第IV飛行隊と改称された同部隊の指揮官を務め、4月19日にKG 51の航空団司令に就任した。バルト指揮下のKG 51は戦争終結により解隊されるまでオーバーバイエルンで活動した。

## F-84 サンダーストリーク機事件
1961年の西ドイツ空軍F-84機による領空侵犯事件により第32戦闘爆撃航空団の指揮官であったバルト中佐は、当初国防大臣のフランツ・ヨーゼフ・シュトラウスによりその指揮権を取り上げられたが、後に多数の調査や抗議の声の後で職務に復帰した。1961年9月14日に第32戦闘爆撃航空団所属の2機のリパブリック F-84F サンダーストリーク機は航法ミスが原因で東ドイツの領空を侵犯し、多数のソ連軍戦闘機の追撃をかいくぐってベルリン・テーゲル空港に着陸した。この出来事は、ベルリンの壁が建てられた1カ月後という冷戦期間中の歴史的に困難な時期に発生した。
バルトは自身に対して申し立てられた訴因について無罪を立証するためにドイツ軍人にとり最高位の裁判所である（Wehrdienstsenat des Bundesdisziplinarhof）にこの案件を持ち込まなければならなかった。ミュンヘンの裁判所は12月20日にバルトの異議申し立てを審議し、ヨーゼフ・カムフーバー、マルティン・ハルリンクハウゼン、ヴェルナー・パニツキ、ヴェルナー・シュトライプの各将官とヴァルター・クルピンスキー、ヴァルター・グラーゼマン両中佐を参考人として召喚したが、裁判の前に連邦国防大臣は国務長官(Volkmar Hopf)を通じて参考人に証言する権利を与えることはできないと知らせた。バルト解任でのシュトラウスの処置は誤りであると判断され、バルトは元の地位に復帰した。しかし、シュトラウスは軍事オンブズマンのヘルムート・ハイエから決定を受け入れるように強いられるまでこれを無視した。

## 受勲
- 空軍名誉杯 （1942年5月4日）：中尉でパイロットとして[5]
- 鉄十字章（1939）
  - 2級
  - 1級
- ドイツ十字章金章（1942年7月27日）：第51爆撃航空団/第4飛行中隊の中尉として[6]
- 騎士鉄十字章
  - 騎士鉄十字章（1942年10月2日）：第51爆撃航空団/第4飛行中隊の中隊長の中尉として[7][8]

## 参照
出典
1. ↑  “Das Bundesarchiv” (German). Kabinettsprotokolle Online "Barth, Siegfried" (2.26:). 2013年6月11日閲覧。
2. 1 2 3  Kaiser 2010, pp. 88, 89.
3. ↑  “Bier-Order 61 Bundeswehr” (German). Der Spiegel 19. (1962年) 2013年6月10日閲覧。
4. ↑  “Der Fall Barth Die Geschichte der "Bier-Order 61"” (German). Der Spiegel 12. (1963年) 2013年6月12日閲覧。
5. ↑  Patzwall 2008, p. 45.
6. ↑  Patzwall 2001, p. 25.
7. ↑  Fellgiebel 2000, p. 123.
8. ↑  Scherzer 2007, p. 203.

参考文献
- Fellgiebel, Walther-Peer (2000) (German). Die Träger des Ritterkreuzes des Eisernen Kreuzes 1939–1945 – Die Inhaber der höchsten Auszeichnung des Zweiten Weltkrieges aller Wehrmachtsteile [The Bearers of the Knight's Cross of the Iron Cross 1939–1945 — The Owners of the Highest Award of the Second World War of all Wehrmacht Branches]. Friedberg, Germany: Podzun-Pallas. ISBN 978-3-7909-0284-6
- Kaiser, Jochen (2010) (German and English). Die Ritterkreuzträger der Kampfflieger—Band 1 [The Knight's Cross Bearers of the Bomber Fliers—Volume 1]. Bad Zwischenahn, Germany: Luftfahrtverlag-Start. ISBN 978-3-941437-07-4
- Patzwall, Klaus D.; Scherzer, Veit (2001) (German). Das Deutsche Kreuz 1941 – 1945 Geschichte und Inhaber Band II [The German Cross 1941 – 1945 History and Recipients Volume 2]. Norderstedt, Germany: Verlag Klaus D. Patzwall. ISBN 978-3-931533-45-8
- Patzwall, Klaus D. (2008) (German). Der Ehrenpokal für besondere Leistung im Luftkrieg [The Honor Goblet for Outstanding Achievement in the Air War]. Norderstedt, Germany: Verlag Klaus D. Patzwall. ISBN 978-3-931533-08-3
- Scherzer, Veit (2007) (German). Die Ritterkreuzträger 1939–1945 Die Inhaber des Ritterkreuzes des Eisernen Kreuzes 1939 von Heer, Luftwaffe, Kriegsmarine, Waffen-SS, Volkssturm sowie mit Deutschland verbündeter Streitkräfte nach den Unterlagen des Bundesarchives [The Knight's Cross Bearers 1939–1945 The Holders of the Knight's Cross of the Iron Cross 1939 by Army, Air Force, Navy, Waffen-SS, Volkssturm and Allied Forces with Germany According to the Documents of the Federal Archives]. Jena, Germany: Scherzers Miltaer-Verlag. ISBN 978-3-938845-17-2